# Jason Bourne
Jason Bourne este un personaj fictiv creat de romancierul american Robert Ludlum. Bourne este protagonistul unei serii de treisprezece romane (până în 2016) precum și al unor adaptări cinematografice ulterioare. A apărut pentru prima dată în romanul Identitatea lui Bourne (1980), care a fost adaptat pentru televiziune în 1988. Romanul a fost adaptat foarte vag într-un film de lung metraj omonim din 2002, cu Matt Damon în rolul principal.

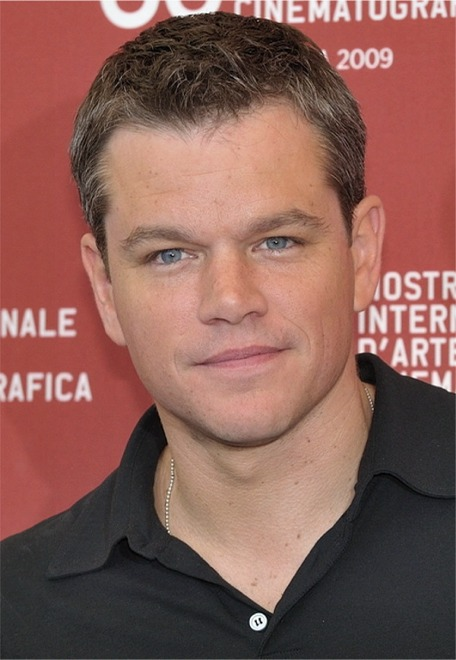
Matt Damon - a jucat rolul lui Jason Bourne în 4 filme (până în 2016)

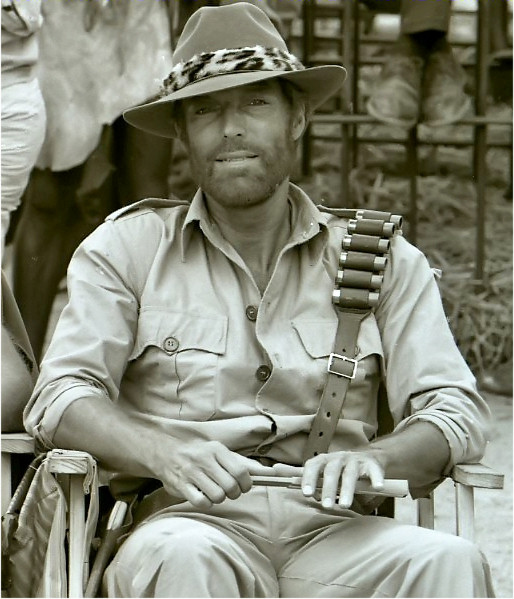
Richard Chamberlain - a jucat rolul lui Jason Bourne în Identitatea lui Bourne (1988)

## Biografie
Jason Bourne a avut un trecut chinuit, lucru care-l va influența pe tot parcursul vieții sale. Bourne este doar unul dintre multele pseudonime folosite de David Webb. Webb este ofițer FSO și specialist în lumea Extremului Orient. Înainte de evenimentele din The Bourne Identity, Webb a avut o soție thailandeză numită Dao și doi copii cu numele Joshua și Alyssa. Ei locuiau în Phnom Penh, capitala Cambodgiei. Soția lui Webb și cei doi copii au fost uciși accidental în timpul războiului din Vietnam, când un avion de vânătoare rătăcit a pierdut două bombe. Cu toate acestea, fără ca Bourne să știe, Joshua a supraviețuit. Din cauza neutralității Cambodgiei, nicio țară nu a recunoscut că avionul îi aparține și, prin urmare, nimeni nu și-a sumat responsabilitatea pentru acest incident. Neavând pentru ce să mai trăiască, Webb a mers la Saigon unde, sub îndrumarea atentă a lui Alex Conklin, a terminat antrenamentul de formare pentru o unitate de elită Top Secret a Forțelor Speciale denumită Medusa. În cadrul acestei organizații secrete, Webb era cunoscut doar sub numele de cod, Delta One.

## Romane
Trei romane cu Jason Bourne au fost scrise de Ludlum. Universul Jason Bourne a fost extins de Eric Van Lustbader după moartea lui Ludlum.
Ludlum
- The Bourne Identity (Identitatea lui Bourne, 1980)
- The Bourne Supremacy (Supremația lui Bourne, 1986)
- The Bourne Ultimatum (Ultimatumul lui Bourne, 1990)

Lustbader
- The Bourne Legacy ( Moștenirea lui Bourne, 2004)
- The Bourne Betrayal (2007)
- The Bourne Sanction (2008)
- The Bourne Deception (2009)
- The Bourne Objective (2010)
- The Bourne Dominion (2011)
- The Bourne Imperative (2012)
- The Bourne Retribution (2013)
- The Bourne Ascendancy (2014)
- The Bourne Enigma (2016)

## Filme
TV
- Identitatea lui Bourne (1988)

Serie de filme
- Identitatea lui Bourne (2002)
- Supremația lui Bourne (2004)
- Ultimatumul lui Bourne (2007)
- Moștenirea lui Bourne (2012)
- Jason Bourne (2016)

## Jocuri video
- The Bourne Conspiracy (2008)